# キルカンウク
キルカンウク（漢字：吉姜昱、 英語 ：KANGWOOK KIL、1988年12月7日 - ）は、 韓国 ソウル特別市出生のファッションデザイナー、現在日本を拠点に本人のブランドネイビーファクトリーラボ カンウク キル(NAVYFACTORYLAB KANGWOOK KIL)のコレクションを発表。文化服装学院卒業、文化ファッション大学院大学修了。 

## 人物

### 特徴
アンチファッション的な性向が強いデザイナー服飾に関する新しさを追求,既存の枠や型のなかに留まらない,既存の服を解体や破壊,再組合を活用するデザイナー 

### 年譜
1988年12月7日、韓国ソウル生まれ。
2009年、日本 東京に居住地を移転。2009年8月、本人の会社SOPOCO incを設立。
2010年4月、日本文化服装学院に入学。
2013年3月、日本文化服装学院アパレル総合科卒業。学園長賞を受賞。
2013年4月、文化ファッション大学院大学ファッションテクノロジーコース入学。
2013年9月、文化ファッション大学院大学大学院在学中にセレクトショップNAVYFACTORY Storeをオープン。
2015年3月、文化ファッション大学院大学修了。
2015年、NAVYFACTORYLABのブランドでメンズ服の製造販売を開始し、同年10月にNAVYFACTORYLAB最初のショーを大韓民国 ソウル 南山ジェイグランハウスでGrotesqueというテーマで開催。
2016年、4月本人の直営店NAVYFACTORY Storeを大韓民国 ソウル コモングラウンドでオープン。 5月に仁川空港ケイアトラクションからの招待でガラファッションショーを進行。
2017年9月、韓国の活動を終了し日本に移転。
2018年、日本 東京で本人のブランドNAVYFACTORYLABを展開している。

## 出身校
- 文化服装学院アパレル総合科（卒業）[1][2]
- 文化ファッション大学院大学ファッションテクノロジーコース（修了） [1] [2]

## コレクション
| シーズン              | テーマ                |
| --------------------- | --------------------- |
| 2016 Spring Summer    | Grotesuqe             |
| 2016 2017 Fall Winter | A-team product        |
| 2016                  | Frame                 |
| 2017 Spring Summer    | Grotesuqe             |
| 2017 2018 Fall Winter | Grotesque Gentleman   |
| 2018 Spring Summer    | Mugen                 |
| 2018 2019 Fall Winter | Gray Dreamer          |
| 2019 Spring Summer    | Mirage＆Hallucination |
| 2019 2020 Fall Winter | I am marginal man     |
| 2020 Spring Summer    | Demolish              |
| 2020 2021 Fall Winter | Country of Death      |
| 2021 Spring Summer    | Subversion            |

キルカンウクがNAVYFACTORYLAB KANGWOOK KILで発表したコレクションについては、上記の表の内容と同じである

## 略歴
- 2009年8月SOPOCO inc設立[1][2]
- 2010年3月文化服装学院入学[1][2]
- 2013年3月文化服装学院卒業
- 2013年4月文化ファッション大学院大学入学[1][2]
- 2013年9月文化ファッション大学院大学在学中NAVYFACTORY Storeオンラインストアをオープンファッションブランド「ネイビーファクトリーラボ カンウク キル」の前身[1]
- 2015年3月文化ファッション大学院大学修了[1][2]
- 2015年10月のファッションコードでブランド「ネイビーファクトリーラボ カンウク キル」シーズン2016 SPRING SUMMERテーマGROTESQUEコレクションに最初のファッションショーでデビュー。 [3][6]
- 2016年3月に韓国 ソウル のファッションコードでブランド「ネイビーファクトリーラボ カンウク キル」シーズン2016 2017 FALL WINTERテーマA-team productファッションショー発表[4]
- 2016年4月に韓国 ソウル コモングラウンドで直営店NAVYFACTORY Store Grotesuqをオープン。[7][8]
- 2016年5月に韓国仁川国際空港公社が開催したケイアトラクションでのコレクションを発表[9]
- 2017年3月韓国ファッションコードでブランド「ネイビーファクトリーラボ カンウク キル」シーズン2017 2018 FALL WINTERテーマGrotesque Gentlemanファッションショー発表[10]
- 2017年9月韓国のファッションコードでブランド「ネイビーファクトリーラボ カンウク キル」シーズン2018 SPRING SUMMERテーマMugenファッションショー発表[11]